# Dorut-Tilovat-Komplex

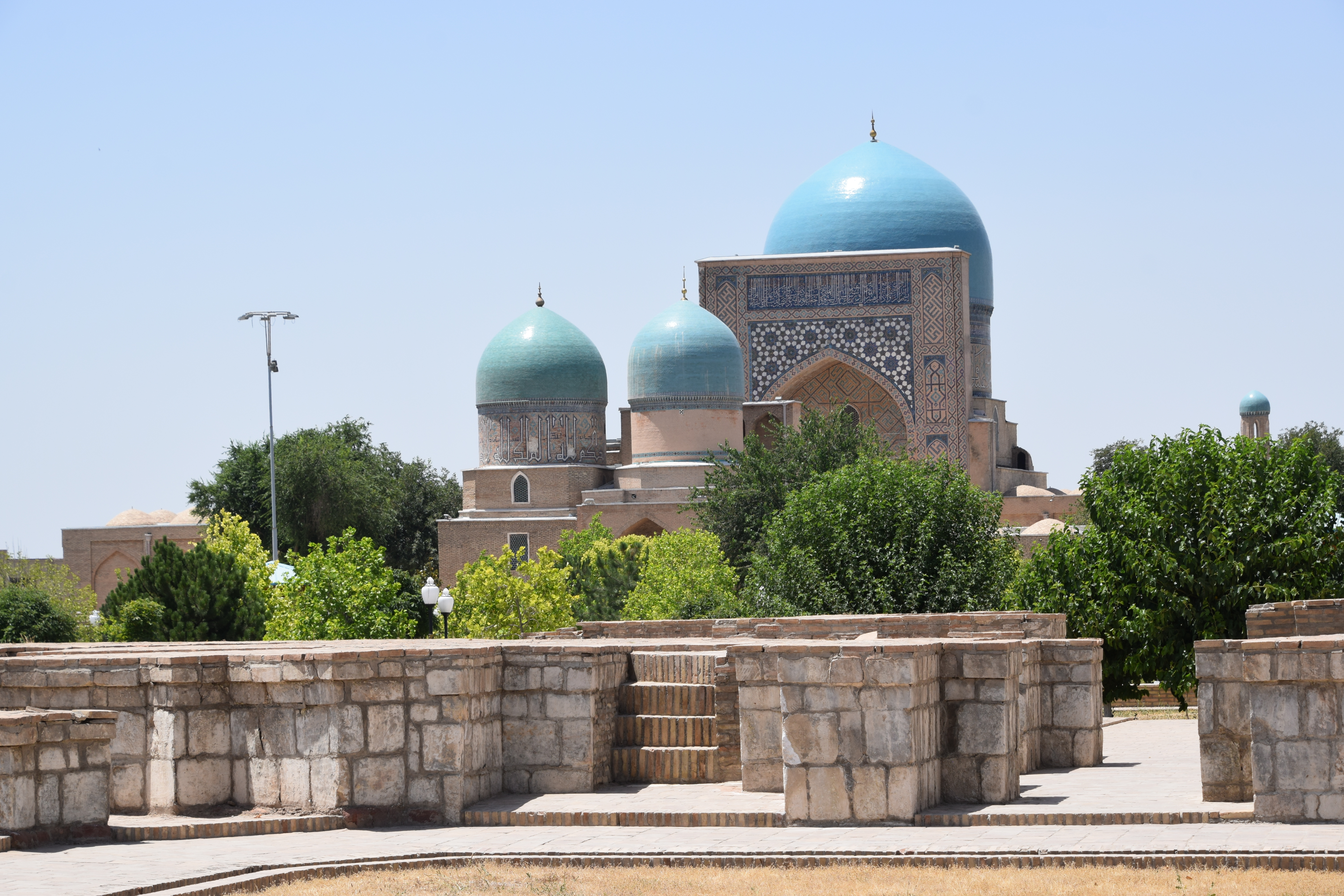
Dorut-Tilovat-Komplex

Der Dorut-Tilovat-Komplex ist ein Denkmalkomplex aus der Zeit von Timur und seinen Nachfolgern (14. bis 15. Jahrhundert) in der Stadt Shahrisabz (Viloyat Qashqadaryo, Usbekistan).
Shahrisabz ist die Heimat von Timur (Tamerlan) und ist eine der ältesten Städte in Zentralasien mit einer Geschichte von 2700 Jahren. Der ursprüngliche Name der Stadt war „Kesh“. Der Name „Shahrisabz“ bedeutet „grüne Stadt“. Die Bekanntheit der Stadt ist darauf zurückzuführen, dass sie die Heimat von Timur ist und während der Herrschaft der Timuriden zu einem bedeutenden kulturellen und spirituellen Zentrum in Transoxanien wurde. Im südöstlichen Teil von Shahrisabz befindet sich der Denkmalkomplex von Dorut-Tilovat, dessen Bau auf Anordnung von Timur begann und im späten 14. bis frühen 15. Jahrhundert zu einem zusammenhängenden Komplex wurde. Der usbekische Name „Qurʼon oʻqiladigan, tilovat qilinadigan joy“ bedeutet „Ort des Lesens des Heiligen Korans, Ort für Betrachtung und Kontemplation“.
Dorut-Tilovat ist der erhaltene Teil eines umfangreichen Denkmalkomplexes, der früher nicht nur die erhaltenen Gebäude, sondern auch eine Reihe von Mausoleen und Madrasas umfasste, die mit den Namen der höchsten Adelsfamilien der Timuriden-Dynastie verbunden waren. An dieser Stelle befand sich zuvor ein alter Friedhof der Sayyids, Nachkommen von Muslimen, deren Abstammung auf Mohammed zurückgeht.

Der Dorut-Tilovat-Komplex wurde zum Gedenken an den berühmten religiösen Gelehrten des 14. Jahrhunderts, Scheich Shamsiddin Kulola, errichtet, der der Lehrer von Timurs Vater, Amir Taragay, und auch von Timur selbst war. In seinem Werk „Zafarnama“ schrieb Sharaf al-Din Ali Yazdi:
„Er verehrte Sheikh Shamsiddin Kulola aufrichtig und besuchte oft sein gesegnetes Grab (als Pilger)“.